# Pietro Pizzuti
 (mai 2020).
Si vous disposez d'ouvrages ou d'articles de référence ou si vous connaissez des sites web de qualité traitant du thème abordé ici, merci de compléter l'article en donnant les références utiles à sa vérifiabilité et en les liant à la section « Notes et références ».
Pour les articles homonymes, voir Pizzuti.
Pietro Pizzuti est comédien, auteur, traducteur et metteur en scène italien, né le 11 juillet 1958 à Rome (Italie).

## Biographie
Après une licence en sociologie à l’Université catholique de Louvain, Pietro Pizzuti se forme au Conservatoire royal de Bruxelles avec Claude Étienne et Pierre Laroche, où il obtient un premier prix d'interprétation en 1980 et un « prix supérieur » l'année suivante. Il complète sa formation par des stages avec Luca Ronconi, Georges Lavaudant et le Roy Hart Théâtre.
Comédien, il travaille sous la direction de metteurs en scène tels que Jean-Louis Barrault, Maurice Béjart, Simone Benmussa, Bernard De Coster, Philippe Sireuil, Pierre Laroche[Lequel ?], Jules-Henri Marchant, Albert-André Lheureux, Marcel Delval, Angelo Bison, Stephen Shank, Micheline Hardy, Christine Delmotte, Ingrid von Wantoch Rekowski, Virginie Thirion,  José Besprosvany, Christophe Sermet, Lorent Wanson et Sandro Mabellini… au service d’auteurs du répertoire classique tout comme d’auteurs contemporains tels que Fernando Arrabal, Pierre Klossowski, Peter Handke, René Kalisky, Valère Novarina, Jean-Marie Piemme, Paul Emond, Henry Bauchau, Philippe Blasband, Raffaello Baldini, Alessandro Baricco, Ascanio Celestini, Stanislas Cotton, Pascal Rambert...[réf. souhaitée]
Au cinéma, il tourne pour Chantal Akerman, Marion Hänsel et les frères Dardenne.[réf. souhaitée]
Metteur en scène, il explore aussi bien l’univers d’auteurs classiques tels que Goldoni, Crébillon fils et Musset que celui d’auteurs contemporains tels que Serge Kribus, Michel Marc Bouchard, Eugène Savitzkaya, Laurence Vielle, Philippe Minyana, Hubert Colas, Geneviève Damas, Vitaliano Trevisan, Antonio Tarantino, Marie-Paule Kumps et Bernard Cogniaux, Nick Payne…   [réf. souhaitée]
Pédagogue, il a enseigné aux conservatoires de Bruxelles et de Mons, ainsi qu’à l’Université catholique de Louvain et à l’École Nationale Supérieure des Arts Visuels de La Cambre. Il a été Conseiller artistique de la Maison du Spectacle - la Bellone et membre fondateur de Les Brigittines Centre d’Art Contemporain du Mouvement de la Ville de Bruxelles.[réf. souhaitée]
Il est auteur d’une vingtaine de textes pour le théâtre dont : Les Ailes de la nuit, Leonardo ou le souci de l’éphémère (prix André Praga), Alba Rosa (prix SACD), N’être, La résistante (prix de l’Union des Artistes SACD-Lansman 2003 et prix du Théâtre 2006), L’hiver de la cigale, Le silence des mères (prix du théâtre 2006), L’initiatrice, L’eau du loup, Placebo, Kif-Kif, Pop-Corn, Qui a tué Amy Winehouse ? B.U.I.T.E.N Airlines, Lui et La compassion de l’éléphant.[réf. souhaitée]
Il traduit en français plusieurs auteurs italiens tels qu'Alessandro Baricco, Ascanio Celestini, Stefano Massini, Fausto Paravidino, Giorgio Gaber et travaille à la valorisation de nouveaux dramaturges belges.[réf. souhaitée]

## Théâtre

### Comédien
- 1978 : L'Ours et l'Indien- d'Israël Horovitz, mise en scène de Marcel Delval, Ciné Rio (Bruxelles)
- 1980 : La Passion selon Pier Paolo Pasolini de René Kalisky, mise en scène d'Albert-André Lheureux, Théâtre de l'Esprit Frappeur au Théâtre National de Chaillot   (Paris)
- 1981 : Cyrano de Bergerac de Edmond Rostand, mise en scène Bernard De Coster au Théâtre National (Bruxelles)
- 1999 :  "Toréadors" de Jean-Marie Piemme, mise en scène de Philippe Sireuil au Theâtre Le Public (Bruxelles) et au Festival de Spa
- 2000 :  "Novecento" de Alessandro Baricco, mise en scène de Fabio Mangolini au Théâtre Le Public (Bruxelles) et en tournée Liège, Namur, Tournai, Dinant, Mons…
- 2001 :  "In H moll" d’après la Messe en si mineur de Johann Sebastian Bach, mise en scène de Ingrid von Wantoch Rekowski au Festival Musica de Strasbourg et à la Chapelle des Brigittines (Bruxelles)…
- 2002 :  "N’être" de Pietro Pizzuti, mise en scène de l’auteur au Théâtre de la Balsamine (Bruxelles) et à Tournai

"Le contrat" de Slawomir Mrozek, mise en scène de Stephen Shank au Téâtre Le Public (Bruxelles)
- 2003 : "Au fond à droite" de Raffaello Baldini, mise en scène de Jules-Henri Marchant au Rideau de Bruxelles
- 2004 : "Métamorphoses – Rubens" vidéo installation de Ingrid von Wantoch Rekowski pour Rubens – Antwerpen 2004
- 2005 :  "Marguerite l’âne et le diable" de Ingrid von Wantoch Rekowski tournée au Festival Teatro Parma (Teatro due)

"Le tango des Centaures" d’après les métamorphoses d’Ovide de Ingrid von Wantoch Rekowski au Théâtre National (Belgique)
- 2007 :  "Histoires d’un idiot de guerre" de Ascanio Celestini, mise en scène de Michaël Delaunoy au Rideau de Bruxelles

"Les fourberies de Scapin » de Molière, mise en scène de Christine Delmotte au Théâtre des Martyrs (Bruxelles)
- 2010 :  "Animal" création collective dans une mise en scène de Virginie Thirion au théâtre Le Public (Bruxelles)
- 2012 :  "Orphéon" de Stanislas Cotton, mise en scène de Virginie Thirion, Théâtre Le Public
- 2014 :  "Le roi se meurt" de Eugène Ionesco, mise en scène de Christine Delmotte au Théâtre des Martyrs (Bruxelles)
- 2015 :  Reprise de "Vania !" La Chaux-de-fonds (Suisse), tournée en Belgique francophone;
- 2016 :  « Rhinocéros » de Eugène Ionesco, mise en scène Christine Delmotte au Théâtre des Martyrs (Bruxelles)
- 2017 : Reprise « Rhinocéros » Atelier Théâtre Jean Vilar (Louvain-la-Neuve) et en tournée (Ciney, Nivelles, Braine-le-Comte…)
- 2018 : « Clôture de l’amour » de Pascal Rambert, mise en scène Sandro Mabellini, nouvelle version sous le regard de Philippe Sireuil, au Théâtre des Martyrs
- 2019 : « I Guardiani del Tempo » 2ème édition du projet de la Compagnie TerramMare et le Teatro Comunale de Nardò (Lecce-Italie)
- 2020 : Reprise « Lehman Trilogy » de Stefano Massini, mise en scène Lorent Wanson au Rideau de Bruxelles, Tournée Dinant, Huy, Mons ANNULL-COVID19
- 2021 : Reprise « Lehman Trilogy » de Stefano Massini, mise en scène Lorent Wanson, Réalisation Alice Piemme, Mons, Captation RTBF.

### Metteur en scène
- 1982 :  "Trois pièces pour dames seules" de Dino Buzzati au Théâtre de l'Esprit Frappeur (Bruxelles)
- 1983 :  "Petit Matin" de Jacques De Decker au Rideau de Bruxelles

"Temporairement épuisé" de Hubert Colas à la Chapelle des Brigittines (Bruxelles) 
- 1994 : La Belle au bois dormant, de Laurence Vielle et Vincent Marganne à l’Abbaye de Villers-la-Ville

"Grimm" écriture collective au Rideau de Bruxelles 
Public (Bruxelles)
- 2014 :  "Conversations avec ma mère" de Santiago Carlos Oves à l’Espace Delvaux et au Théâtre Le Public (Bruxelles)
- 2015 :  "Constellations" de Nick Payne au Théâtre Le Public (Bruxelles)
- 2016 :  « Constellations » reprise Festival Brusselons ! Festival de Spa
- 2017 : « Conversations avec ma mère » reprise à Bruxelles et en Belgique
- 2018 : « Constellations » reprise Théâtre Le Public
- 2019 : « Rétrospective » de Bernard Cogniaux au Théâtre Le Public
- 2020 : « Dieu le père » de Roda Fawaz au Théâtre de Poche (Bruxelles)
- 2021 : « Larguez les amarres ! » de Marie-Paule Kumps au Théâtre des Galeries (Bruxelles)

### Auteur dramatique - Traducteur
- 1982 : Coadaptation de « L’orologio, Spogliarello e Sola in casa » de Dino Buzzati sous le titre « Trois pièces pour dames seules », inédite, créée en 1982 au Théâtre de l’Esprit Frappeur (Bruxelles), mise en scène du coadaptateur.
- 2003 : «L’hiver de la cigale», (version provisoire Editions Lansman)[2], lue par Muriel Clairembourg et Nathalie Rjewsky, le 19 juillet au Festival d’Avignon, Théâtre des Doms (RepliQ-SACD), version inédite, créée le 9 septembre 2010, au Théâtre Le Public (Bruxelles), mise en scène Magalì Pinglaut.
- 2004 : «Le silence des mères», (Editions Lansman)[3], créée le 20 avril 2006 au Théâtre des Martyrs (Bruxelles), mise en scène Christine Delmotte (Compagnie Biloxi 48). Reprise à Bruxelles en juin 2007, au Festival d’Avignon et en tournée ; Prix du Théâtre 2006. Reprise à Bruxelles en 2008[4].
- 2004 : «L’eau du loup», (Editions Lansman)[5], créée le 16 janvier 2008, au Théâtre des Martyrs, mise en scène Christine Delmotte (Compagnie Biloxi 48).
- 2004 : Coadaptation de «Fabbrica» de Ascanio Celestini, (Théâtrales Editeur), créée le 12 janvier 2005, au Rideau de Bruxelles, mise en scène par l’adaptateur; Prix du Théâtre 2005 du meilleur seul en scène.
- 2006 : Adaptation de « Storie di uno scemo di guerra » de Ascanio Celestini, inédite, créée le 27 février 2007, au Rideau de Bruxelles, mise en scène Michaël Delaunoy.
- 2006 : « Le sacrifice du martin-pêcheur », inédite.
- 2007 : Adaptation de « La pecora nera » de Ascanio Celestini, inédite, créée le 1er octobre 2009, au Rideau de Bruxelles, mise en scène par l’adaptateur.
- 2008 : «Kif-Kif», (Les Oiseaux de nuit Editions)[6], créée le 22 avril 2010, au Théâtre des Martyrs (Bruxelles), mise en scène Christine Delmotte.
- 2009 : «Pop-corn», (Les Oiseaux de nuit Editions)[7].
- 2017 : Adaptation de «7 minutes» de Stefano Massini, (L’Arche Editeur) créée au Théâtre de la Ville de Luxembourg, mise en scène Carole Lorang
- 2020 :  «Coup de grâce» (Les Oiseaux de Nuit Editions)[8], créée au Théâtre le Public, mise en scène Magalì Pinglaut.
- 2021 : Adaptation de «Santiago X» de Tino Caspanello (Les Oiseaux de Nuit Editions)[9].
- 2021 : «Le purgatoire de Robin Vandenbos»[9], créée à l’Atelier Théâtre Jean Vilar, mise en scène Rachid Ben Bouchta.

## Filmographie
- 1981 :  Toute une nuit de Chantal Akerman
- 1986 : Séance de nuit de Bruno Pradez
- 1987 : Le Panorama de Christophe Loizillon
- 1988 : Bino Fabule de Robert Lombaerts et Réjane Taillon
- 1989 : Ti amo de Frank Van Passel
- 1989 : La Leçon de piano de Marc Levie
- 1989 : Le Bonheur d'en face de Teff Erhat
- 1990 : Il maestro de Marion Hänsel
- 1992 : Je pense à vous des frères Dardenne
- 1992 : Sur la Terre comme au ciel de Marion Hänsel
- 1993 : Pardon Cupidon de Marie Mandy
- 1997 : La Sicilia de Luc Pien
- 2004 : Né un 14 février de Michaël Bier